# مالكوم سيمونز
مالكوم سيمونز (بالإنجليزية: Malcolm Simmons)‏ هو متسابق دراجات نارية بريطاني، ولد في 20 مارس 1946 في Tonbridge ‏ في المملكة المتحدة، وتوفي في 25 مايو 2014 بسبب نفاخ رئوي.